# Кадиллак Рекордс
«Кадиллак Рекордс» (англ. Cadillac Records) — музыкальный фильм Дарнелл Мартин.

## Сюжет
Это фильм о славе, кадиллаках, рок-н-ролле, чикагском блюзе и самом Чикаго в 1950-х годах. Леонард Чесс (Эдриен Броуди), польский иммигрант еврейского происхождения, становится основателем лейбла «Chess Records», который открывает двери афро-американским исполнителям для записи музыки. «Кадиллак Рекордс» затрагивает истории таких музыкальных легенд США, как Мадди Уотерс, Леонард Чесс, Литтл Уолтер, Хаулин Вулф, Этта Джеймс, Чак Берри, Вилли Диксон и британской группы The Rolling Stones.

## В ролях
- Эдриен Броуди — Леонард Чесс
- Бейонсе Ноулз — Этта Джеймс
- Джошуа Олшер — Мик Джаггер
- Эммануэль Шрики — Реветта Чеcc
- Мос Деф — Чак Берри
- Марк Бонан — Кит Ричардс
- Габриэль Юнион — Женева Уотерс
- Коламбус Шорт — Литтл Уолтер
- Норман Ридус — звукооператор фирмы Chess Records
- Джеффри Райт — Мадди Уотерс
- Седрик «Развлекатель» — Вилли Диксон
- Тэмми Бланчард — Изабель Аллен
- Имонн Уокер — Howlin' Wolf
- Эрик Богосян — Алан Фрид
- Шило Фернандес — Фил Чесс
- Джей О. Сандерс — мистер Федер
- Джилл Флинт — Шелли Федер
- Декстер Дарден — сын-подросток Женевы Уотерс